# 타얼사 팔보여의탑
타얼사 팔보여의탑(塔尔寺八宝如意塔, 탑이사 팔보여의탑)은 1776년에 석가모니의 8가지의 덕(탄생, 성장, 출가, 고행, 깨달음, 전파, 열반, 가르침)을 기념하기 위해 세워진 석탑이다. 이 탑은 칭하이성의 타얼사에 있는 탑이다.